# Deuil-Jeunesse
 (juillet 2016).
Deuil-Jeunesse est un organisme de bienfaisance fondé officiellement à Québec en 2007 par la travailleuse sociale Josée Masson. Ses services s'étendent maintenant dans 13 différentes régions du Québec et en France. L'organisme intervient auprès d'enfants, d'adolescents et d'adultes vivant le décès, l'abandon ou la maladie d'un proche, mais également la séparation parentale et l'adoption.

## Historique
Le premier groupe de discussion «l'arc-en-ciel» pour les jeunes endeuillés se tient en 1999. L'organisme Deuil-Jeunesse est fondée par Josée Masson à Québec en 2007. Elle sortira trois ans plus tard son livre «Mort, mais pas dans mon cœur». L'organisme est reconnu comme organisme à but non lucratif en 2012 et la chanteuse Mélissa Bédard devient la porte-parole de Deuil-Jeunesse en 2014. Deuil-Jeunesse est reconnu comme un organisme de bienfaisance l'année suivante, et fait l'acquisition de sa propre maison dans le quartier de Charlesbourg à Québec. De plus, ces services sont aussi proposé en Bretagne à partir de cette année-là.